# Садовое (Ровненская область)
Садовое (укр. Садове) — село, входит в Гощанскую поселковую общину Ровненского района Ровненской области Украины.
Население по переписи 2001 года составляло 543 человека. Почтовый индекс — 35466. Телефонный код — 3650. Код КОАТУУ — 5621286701.